# Andriej Iwanow (1967–2009)
Andriej Jewgienjewicz Iwanow (ros. Aндрей Евгеньевич Иванов, ur. 6 kwietnia 1967 w Moskwie, zm. 19 maja 2009 tamże) – rosyjski piłkarz grający na pozycji obrońcy.

## Kariera klubowa
Karierę piłkarską Iwanow rozpoczął w Spartaku Moskwa, jednak początkowo nie przebił się do pierwszego składu i został wypożyczony do trzecioligowego SKA-Eniergija Chabarowsk. W 1988 roku wrócił do Spartaka, w którym do 1991 roku był rezerwowym. w 1990 roku przebywał na wypożyczeniu z Gurii Lanczchuti. W Spartaku grał do 1995 roku z małą przerwą w 1994 roku na grę w Dynamie Moskwa, a największe sukcesy za czasu gry w tym klubie to mistrzostwo ZSRR w 1989 roku oraz mistrzostwo Rosji w latach 1992, 1993, Puchar ZSRR w 1992 i wicemistrzostwo w 1994 roku. W 1996 roku Andriej odszedł do innego zespołu z Moskwy, CSKA i grał w nim do końca sezonu.
Na początku 1997 roku Iwanow wyjechał z Rosji i został piłkarzem austriackiego Tirolu Innsbruck. Z kolei latem tamtego roku przeszedł do niemieckiego drugoligowca SpVgg Greuther Fürth, w którym spędził rok. W 1998 roku trafił do portugalskiego FC Alverca, ale całą jesień 1999 roku pozostawał bez klubu. W 2000 roku wrócił do Rosji i grał w Nice Moskwa, a po zakończeniu sezonu zawiesił swoją sportową karierę.
Po zakończeniu kariery piłkarskiej cierpiał na chorobę alkoholową.
| Sezon   | Klub                     | Kraj       | Rozgrywki             | Mecze | Bramki |
| ------- | ------------------------ | ---------- | --------------------- | ----- | ------ |
| 1987    | SKA-Eniergija Chabarowsk | ZSRR       | III liga              | ?     | ?      |
| 1988    | Spartak Moskwa           | ZSRR       | I liga                | 12    | 0      |
| 1989    | Spartak Moskwa           | ZSRR       | I liga                | 10    | 0      |
| 1990    | Spartak Moskwa           | ZSRR       | I liga                | 2     | 0      |
| 1990    | Guria Lanczchuti         | ZSRR       | III liga              | ?     | ?      |
| 1991    | Spartak Moskwa           | ZSRR       | I liga                | 23    | 0      |
| 1992    | Spartak Moskwa           | Rosja      | Premier Liga          | 22    | 0      |
| 1993    | Spartak Moskwa           | Rosja      | Premier Liga          | 29    | 0      |
| 1994    | Spartak Moskwa           | Rosja      | Premier Liga          | 2     | 0      |
| 1994    | Dinamo Moskwa            | Rosja      | Premier Liga          | 16    | 1      |
| 1995    | Spartak Moskwa           | Rosja      | Premier Liga          | 9     | 0      |
| 1996    | CSKA Moskwa              | Rosja      | Premier Liga          | 23    | 0      |
| 1996/97 | FC Tirol Innsbruck       | Austria    | Bundesliga            | 12    | 0      |
| 1997/98 | SpVgg Greuther Fürth     | Niemcy     | 2. Fußball-Bundesliga | 9     | 0      |
| 1998/99 | FC Alverca               | Portugalia | I. Divisão            | ?     | ?      |
| 2000    | Nika Moskwa              | Rosja      | Druga Dywizja         | ?     | ?      |

## Kariera reprezentacyjna
W reprezentacji Związku Radzieckiego Iwanow zadebiutował 13 czerwca 1991 roku w wygranym 3:2 meczu ze Szwecją. W kadrze ZSRR rozegrał 2 mecze, a następnie w 1992 roku został powołany do przez selekcjonera Anatolija Byszowca reprezentacji Wspólnoty Niepodległych Państw na Euro 92, na którym wystąpił w jednym spotkaniu, zremisowanym 1:1 ze Niemcami. W kadrze WNP wystąpił w 2 meczach.
Po rozpadzie Związku Radzieckiego Iwanow zaczął grać w reprezentacji Rosji. Zadebiutował w niej 16 sierpnia 1992 roku w wygranym 2:0 meczu z Meksykiem. Do 1993 roku rozegrał w niej 11 spotkań.